# HMS M3
HMS M3 är en svensk minsvepare som byggdes i Marstrand 1940 som en del i en serie fartyg, M3-M14. Material till bordläggningen Hondurasmahogny på stålspant förstärkt med ek och lind. Klassen kallades för 39-båtarna syftande på beställningsåret. Förebilden var den av Jac Iverssen ritade Axel. Dessa fartyg utrustades med KaMeWa-propellrar och blev förebilder till de tolv så kallade 40-båtarna.
M3 heter idag Costeau och är i privat ägo. Hon ligger i Norra Hammarbyhamnen i Stockholm och undergår en omfattande renovering. Hon är i fullt körbart skick och används för fritidsresor av ägarna.